# Leucoraja leucosticta
Leucoraja leucosticta (лат.) — вид хрящевых рыб семейства ромбовых скатов отряда скатообразных. Обитают в центрально-восточной Атлантике. Встречаются на глубине до 600 м. Их крупные, уплощённые грудные плавники образуют диск в виде округлого ромба. Максимальная зарегистрированная длина 80 см. Откладывают яйца. Не являются объектом целевого промысла.

## Таксономия
Впервые вид был научно описан в 1971 году как Raja leucosticta. Голотип представляет собой самца длиной 59,4 см, пойманного неподалёку от Пуэнт-Нуар (04°58′ ю. ш. 11°20′ в. д.) на глубине 200—300 м. Видовой эпитет происходит от слова др.-греч. λευκό — «белый» и др.-греч. στικτός — «пятнистый».

## Ареал и среда обитания
Эти демерсальные скаты обитают у западного побережья Африки, в водах Бенина, Камеруна, Кот-д’Ивуар, Экваториальной Гвинеи, Габона, Ганы, Гвинеи, Гвинеи-Бисау, Либерии, Мавритании, Нигерии, Сенегала, Сьерра-Леоне и Того . Встречаются на континентального шельфа и в верхней части материкового склона на глубине 70—600 м при температуре 9,04—16,31 °C.

## Описание
Широкие и плоские грудные плавники этих скатов образуют ромбический диск с округлыми краями и слегка выступающим кончиком рыла. На вентральной стороне диска расположены 5 жаберных щелей, ноздри и рот. На тонком хвосте имеются латеральные складки. У этих скатов 2 редуцированных спинных плавника и редуцированный хвостовой плавник.
Максимальная зарегистрированная длина 80 см.

## Биология
Эти скаты откладывают яйца, заключённые в жёсткую роговую капсулу с выростами на концах. Эмбрионы питаются исключительно желтком.

## Взаимодействие с человеком
Эти скаты не являются объектом целевого промысла. Попадаются в качестве прилова. Данных для оценки Международным союзом охраны природы охранного статуса вида недостаточно.